# Klaus Ampler
Klaus Ampler (né le 15 novembre 1940 à Marienbourg alors en Allemagne, aujourd'hui Malbork en Pologne - mort le 6 mai 2016 à Leipzig) est un coureur cycliste est-allemand des années 1960. Vainqueur de la Course de la Paix en 1963, il prend la relève de Gustav-Adolf Schur dans le rôle de « capitaine d'équipe » au sein de l'équipe cycliste de la RDA. Il est sélectionné pour les Jeux olympiques de Mexico en 1968.

## Biographie
Klaus Ampler, alors âgé de 4 ans, fut l'un des nombreux allemands nés à l'Est de l'Oder, qui en 1945 furent réinstallés sur le territoire de l'Allemagne défini par les accords de Yalta (février 1945) puis de Potsdam (2 août 1945). Installée dans un village situé sur le territoire de la zone d'occupation soviétique, la famille Ampler (la mère et ses trois garçons) prend place parmi les nouveaux paysans qui accompagnent la réforme agraire des grandes terres de l'Allemagne du nord, dans ce qui est devenu en 1949, la République démocratique allemande. Le père de Klaus, prisonnier de guerre, n'est de retour au foyer qu'en 1951. Il trouve du travail dans la ville de Rostock, port et ville industrielle sur la Mer Baltique. C'est à Rostock que Klaus Ampler fait ses débuts en compétition cycliste, au club BFG Motor Warnowwerft Rostock. Remarqué par les spécialistes du cyclisme, en particulier Gustav-Adolf Schur, il s'installe en 1959 à Leipzig, accueilli par le déjà célèbre SC DHK Leipzig, le club de Schur, de Bernhard Eckstein, de Erich Hagen, etc. L'année suivante il participe à sa première compétition hors des frontières allemandes, le Tour d'Égypte. La suite de la carrière de ce robuste coureur cycliste (1,74 m, 75 kg) apparaît dans un palmarès où la Course de la Paix tient une place centrale, avec 8 participations, 1 victoire individuelle et 3 victoires au challenge par équipes. Il remporte deux fois le Tour de son pays, la République démocratique allemande, et plusieurs places d'honneur dans cette épreuve, ainsi que 9 étapes. Ampler est sociétaire au club cycliste local du SC DHfK Leipzig.
Klaus Ampler est le père de Uwe Ampler.

## Palmarès
- 1959
  - Rund um Berlin
  - Tour de Sebnitz
- 1960
  - Rund um Berlin
  - 3e du championnat de RDA sur route
- 1961
  - Vienne-Rabenstein-Gresten-Vienne[3] :
    - Classement général
    - 1re étape

  - 2eb étape du Tour de RDA
  - 2e du Tour de RDA
- 1962
  - Champion de RDA sur route
  - Tour de RDA :
    - Classement général
    - 1re et 6e étapes

  - 7e de la Course de la Paix
- 1963
  - Champion de RDA sur route
  - Tour de RDA :
    - Classement général
    - 3e, 4e, 5e et 6e étapes

  - Rund um Berlin
  - Course de la Paix[4] :
    - Classement général
    - 5e, 8e et 12e étapes

  - 2e du championnat de RDA du contre-la-montre par équipes
  - 3e des Sex-Dagars
- 1964
  - Contre-la-montre par équipes de la Course de la Paix
  - 3e du championnat de RDA du contre-la-montre par équipes
  - 16e de la Course de la Paix
- 1965
  -  Champion de RDA de poursuite
  - Rund um Berlin
  - 6e du Tour de RDA
  - 10e de la Course de la Paix
- 1966
  -  Champion de RDA de poursuite
  - Tour de la Hainleite
  - 4e et 9e étapes du Tour de Bulgarie
  - 2e du Tour de Bulgarie
  - 6e du Tour de RDA
  - 14e du championnat du monde sur route amateurs
- 1967
  - 4e et 5e étapes du Tour de RDA
  - 4e du Tour de RDA
  - 3e des épreuves pré-olympiques à Mexico : route en ligne et contre-la-montre par équipes avec la RDA (Klaus Ampler + Günter Hoffmann, Dieter Grabe, Manfred Dähne)[5]
  - 22e de la Course de la Paix
- 1968
  - Berlin-Fürstenberg-Berlin
  - 4eb et 14eb étapes de la Course de la Paix
  - 13e de la Course de la Paix
- 1969
  - Rund um Berlin
  -  Champion de RDA des 100 km sur route contre-la-montre par équipes avec le club SC DHK Leipzig (Klaus Ampler + Bernd Knispel, Dieter Mickein, Horst Wagner)[6]
  - 3e du championnat de RDA sur route
  - 6e de la Course de la Paix
- 1970
  - Rund um Langenau
  - 11e de la Course de la Paix
  - 10e du Grand Prix cycliste de L'Humanité

## Autres classements

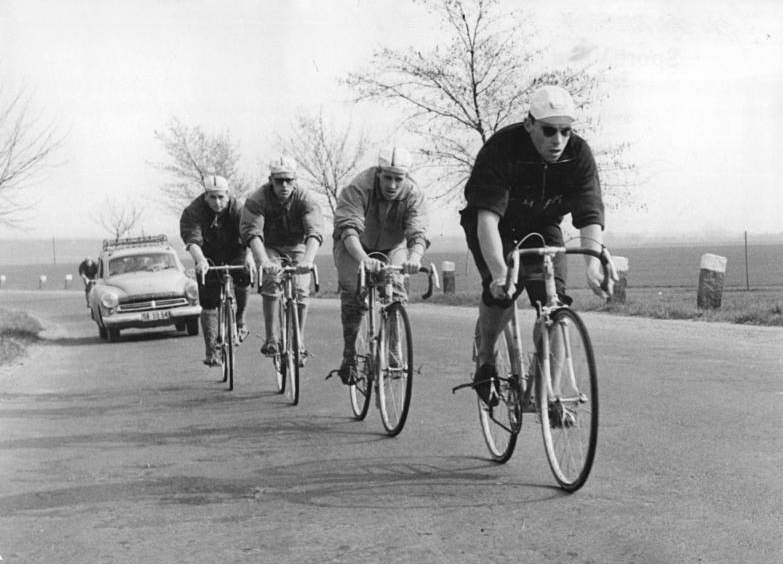
Ampler (en tête) à l'entraînement

- Classement par équipes de la Course de la Paix avec l'équipe de la RDA: 1963, 1964, 1969
- 13e de l'épreuve des 100 km contre-la-montre en équipes aux Jeux olympiques de Mexico (1968) avec l'équipe de la RDA (Klaus Ampler + Günter Hoffmann, Dieter Grabe, Axel Peschel)

## Distinctions
- Sportif est-allemand de l'année : 1963

## Livres
Klaus Ullrich: Klaus Ampler. Berlin, 1963. (en allemand)
Klaus Ampler: Schweiß, Autobiographie. Gotha, 2005,  (ISBN 3-9808816-9-5). (en allemand)